# リボンちゃん
リボンちゃんは、リボンシトロンをはじめとするポッカサッポロフード&ビバレッジ（旧・サッポロ飲料）製品のマスコットキャラクター。

## 略歴

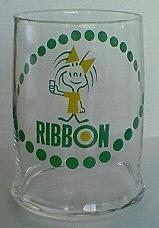
リボンちゃんが描かれたリボンシトロンの景品「くるくるグラス」（1977年）

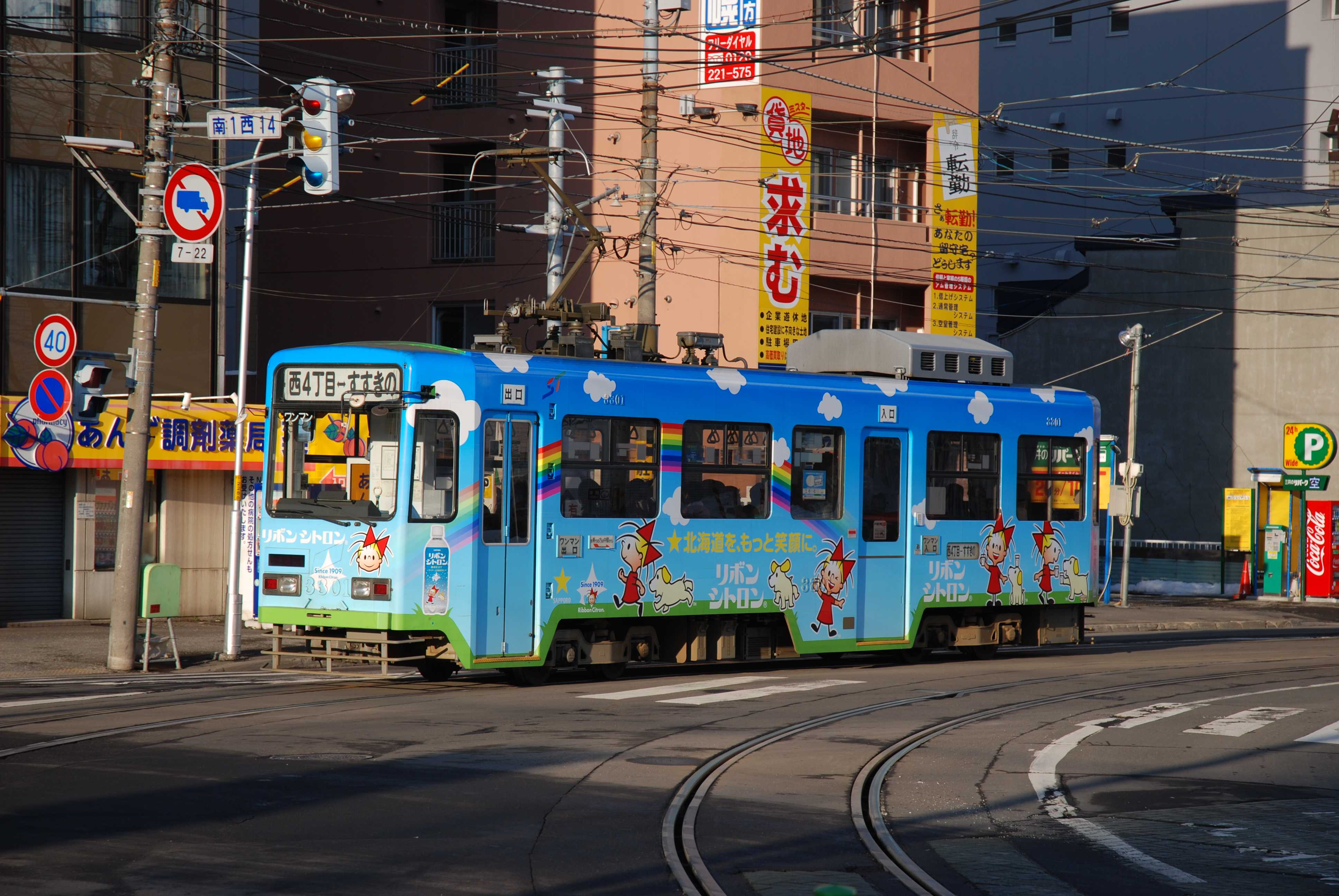
リボンちゃんが描かれたリボンシトロンの広告ラッピング電車 札幌市電3300形3301号車

1909年（明治42年）、当時の大日本麦酒により柑橘系清涼飲料水「シトロン」が発売された。1913年（大正2年）には、社内の公募により「リボン」のブランド名が制定され、1915年には前述のシトロンも「リボンシトロン」の名称で販売されるようになった。
1957年（昭和32年）12月、リボンブランドのキャラクターを検討中にオーストラリア製アニメーションのサンプルフィルムが持ち込まれ、それをもとに若干のアレンジが加えられ、頭に大きなリボンをつけた線画のキャラクター「リボンちゃん」のデザインが出来上がった。翌春からはテレビCMに登場。
1999年頃に表舞台から姿を消していたが、2005年に復活した、現在ではサッポロ飲料→ポッカサッポロフード&ビバレッジの一部の清涼飲料水のパッケージにデザインされ、東京の恵比寿ガーデンプレイス内のヱビスビール記念館などでは関連グッズが販売されている。2009年3月16日のリボンブランド製品のリニューアルにより、リボンちゃんにも手が加えられ、髪や肌にも色がつくようになり、イラストのタッチが少し変化している。また、この時に犬のシトロンが仲間入りした。
2010年（平成22年）11月にはサッポロホールディングスと協同乳業の業務提携が締結され、2011年（平成23年）3月より協同乳業が販売する果汁飲料「朝食フルーツ」のパッケージにもリボンちゃんが使用されている。

## テレビアニメ
2012年4月から2013年3月まで、テレビ東京系列『のりスタMax』内にてショートアニメとして放送され、2013年4月から5月まで再放送された。第2期は2013年6月から9月まで『のりスタNEO』内にて放送された。
リボンちゃんの声優は原紗友里、シトロンの声優は恒松あゆみが演じる。

### スタッフ
- キャラクターデザイン - 高橋俊之
- ディレクター - 佐藤真澄
- シナリオ - ささがわいさむ
- アニメーション制作 - 小学館ミュージック&デジタル エンタテイメント

### 各話リスト
| 話数   | サブタイトル                          | 放送日         |
| 第1期  | 第1期                                 | 第1期          |
| ------ | ------------------------------------- | -------------- |
| 1      | ひらめき! 雲にのりたい                | 2012年 4月4日  |
| 2      | ひらめき! 野いちごがいっぱい          | 4月18日        |
| 3      | ひらめき! 星がみたい                  | 5月2日         |
| 4      | ひらめき! リンゴがとりたい            | 5月16日        |
| 5      | ひらめき! 木の実だいさくせん          | 5月30日        |
| 6      | ひらめき! きょうりゅうにあいたい      | 6月13日        |
| 7      | ひらめき! バッタになりたい            | 6月27日        |
| 8      | ひらめき! ブランコあそび              | 7月11日        |
| 9      | ひらめき! お花畑にいきたい♪           | 7月25日        |
| 10     | ひらめき! かくれんぼ♪                 | 9月5日         |
| 11     | ひらめき! 虫の声がききたい            | 9月19日        |
| 12     | ひらめき! ふわふわ落ち葉♪             | 10月3日        |
| 13     | ひらめき! まんまるお月さま♪           | 10月17日       |
| 14     | ひらめき! てづくりハロウィン♪         | 10月31日       |
| 15     | ひらめき! ポカポカおしくらまんじゅう♪ | 11月14日       |
| 16     | ひらめき! かいてんジャンプ♪           | 11月28日       |
| 17     | ひらめき! わくわくクリスマス♪         | 12月12日       |
| 18     | ひらめき! たのしくはねつき♪           | 12月26日       |
| 19     | ひらめき! コロコロ雪だるま♪           | 2013年 1月16日 |
| 20     | ひらめき! 楽器がいっぱい♪             | 1月30日        |
| 21     | ひらめき! バレンタインチョコ♪         | 2月13日        |
| 22     | ひらめき! おひなさまになりたい♪       | 2月27日        |
| 23     | ひらめき! いちごケーキ♪               | 3月13日        |
| 24     | ひらめき! さくらさくら♪               | 3月27日        |
| 第2期  |                                       |                |
| 特別編 | リボンちゃんのひみつ                  | 2013年 4月3日  |
| 1      | ひらめき！ステキな雨の日              | 6月5日         |
| 2      | ひらめき！メロンパーティ              | 6月19日        |
| 3      | ひらめき！オレンジゆうひ              | 6月26日        |
| 4      | ひらめき！ささのはさらさら            | 7月3日         |
| 5      | ひらめき！あついなつのひ              | 7月10日        |
| 6      | ひらめき！おばけコワーイ？            | 7月17日        |
| 7      | ひらめき！みんみんコーラス            | 7月24日        |
| 8      | ひらめき！はなびでぴょーん            | 8月7日         |
| 9      | 不明                                  | 8月14日        |
| 10     | ひらめき！ひまわりダンシング          | 8月21日        |
| 11     | ひらめき！ぶどうはいくつ？            | 9月4日         |
| 12     | ひらめき！おえかきはたいへん！？      | 9月11日        |
| 13     | ひらめき！ススキでへんしん！          | 9月25日        |

## 備考
- 2006年よりサッポロビール埼玉工場（埼玉県川口市、2003年閉鎖）跡地にて建設された商業施設『アリオ川口』や分譲マンションなどで構成される再開発事業を、彼女に因み『リボンシティ』[3]と命名された。現在でも毎年5月に『サッポロメモリアル・リボンシティまつり』というイベントを開催しており、リボンちゃんをイメージキャラクターに起用している。